# Мус Крик (Аљаска)
Мус Крик (енгл. Moose Creek) насељено је место без административног статуса у америчкој савезној држави Аљаска.

## Демографија
По попису из 2010. године број становника је 747, што је 205 (37,8%) становника више него 2000. године.
| Група             | 2000.       | 2010.       |
| Белци             | 472 (87,1%) | 566 (75,8%) |
| Афроамериканци    | 20 (3,7%)   | 38 (5,1%)   |
| Азијати           | 7 (1,3%)    | 22 (2,9%)   |
| Хиспаноамериканци | 16 (3,0%)   | 36 (4,8%)   |
| Укупно            | 542         | 747         |